# Rafel Santapau
Rafel Santapau (pseudònim de Rafel Molina) (Benicarló, Baix Maestrat, 2 de març de 1953) és un escriptor valencià.

## Biografia
De la seva carrera acadèmica se'n pot destacar:
- Llicenciat en filologia
- Professor de Català i de Teatre (Companyia de comèdies Crisi Perpètua, Balaguer)
- Estudis de dibuix i pintura
- Treball de disseny gràfic amb l'empresa DRAC
- Col·laborador a revistes i diaris, així com a BalaguerTV
Per això és difícil classificar l'artista per una sola de les seves facetes. Rafel Molina és poc amic d'exposicions, trobades, concursos i sopars de germanor, manté una actitud lleugerament privada tot i ser un tipus amable i de tracte cordial. Ja que fuig de la idealització de geni artista, sinó que li agrada que brillin més les seves obres que pas el personatge.
Alguns dels seus pseudònims són: Rafel Santapau, Ettore Martini, Santapau&Martini, Fina Morella, Pere Siric.

### Dibuix i pintura
Es dedica més al dibuix i la il·lustració que a la pintura estricta, intenta buscar en les persones que veu al carrer una actitud forta, no busca la bellesa absoluta sinó aquell contrast entre figura delicada i actitud intensa. L'humor i l'erotisme es barregen a través d'uns colors  brillants i amb un traç que tendeix a dir més amb menys.
La seva obra és bàsicament figurativa mantenint algun contacte amb la càrrega literària del surrealisme. Participa de la teoria pictòrica de Edward Hopper (Nova York 1882 - 1967) i l'estil, el que podem observar en molts còmics occidentals. Una de les característiques de l'autor, és que no firma els quadres, en tot cas hi fa aparèixer una esfera a les seves obres. Com indicant que aquest és el món de l'artista. Aquesta esfera sovint contrasta amb els colors plans de la pintura.

## Obra publicada
- La Festa // Pius Calenda, P.N.N. Ajuntament de Balaguer, 1985
- Manual del terrorista democràtic, Edicions de la Crisi, Balaguer, 1989
- Santapau, Rafel. Tirant lo Tirant.  Alzira: Edicions Bromera, 1993 (Bromera teatre). ISBN 978-84-7660-178-5.[2][3]
- Santapau, Rafel. Teatrun.  Lleida: Universitat de Lleida, 1998 (Bromera teatre). ISBN 978-84-8409-018-2. «Conté: No és difícil; Kaos; Més teatre»[4]
- Marta, Marta (dins Brufera d'estiu) Pagès editors, teatre n. 9 Lleida, 1998
- Santapau, Rafel. Segon protocol.  Lleida: Pagès editors, març 2000 (Teatre de butxaca). ISBN 978-84-7935-695-8.[5]
- Santapau, Rafel. L'amor és més fort.  Lleida: Ajuntament de Benicarló, juny 2001. ISBN 978-84-95320-14-8.[6]
- Santapau, Rafel. El dietari del Contini.  Lleida: Pagès editors, 2006 (Lo marraco). ISBN 978-84-9779-356-8. «núm. 169»[7]
- Santapau, Rafel. 100 moments a Benicarló, 2010. És un compendi d'articles que l'autor va publicar al diari lleidatà La Mañana, entre el 22 de setembre de 2007 i el 13 d'agost de 2009.[8]